# Warrior (Amber-dal)
A Warrior (magyarul: Harcos) a máltai Amber dala, mellyel Máltát képviselte a 2015-ös Eurovíziós Dalfesztiválon, Bécsben. A dal a PBS által szervezett nemzeti döntőben nyerte el az eurovíziós indulás jogát 2014. november 22-én.

## Eurovíziós Dalfesztivál
A dalt az Eurovíziós Dalfesztiválon a május 21-i második elődöntőben adta elő, fellépési sorrendben ötödikként a Montenegrót képviselő Knez Adio című dala után, és a Norvégiát képviselő Mørland és Debrah Scarlett A Monster Like Me című dala előtt. Az elődöntőben a tizenegyedik helyen végzett, így nem jutott tovább a május 23-i döntőbe.
A következő máltai induló Ira Losco Walk on Water című dala volt a 2016-os Eurovíziós Dalfesztiválon.